# Paracordyloporus gracilipes
Paracordyloporus gracilipes är en mångfotingart som beskrevs av Carl Graf Attems 1937. Paracordyloporus gracilipes ingår i släktet Paracordyloporus och familjen Chelodesmidae. Inga underarter finns listade i Catalogue of Life.